# Joci Pápai

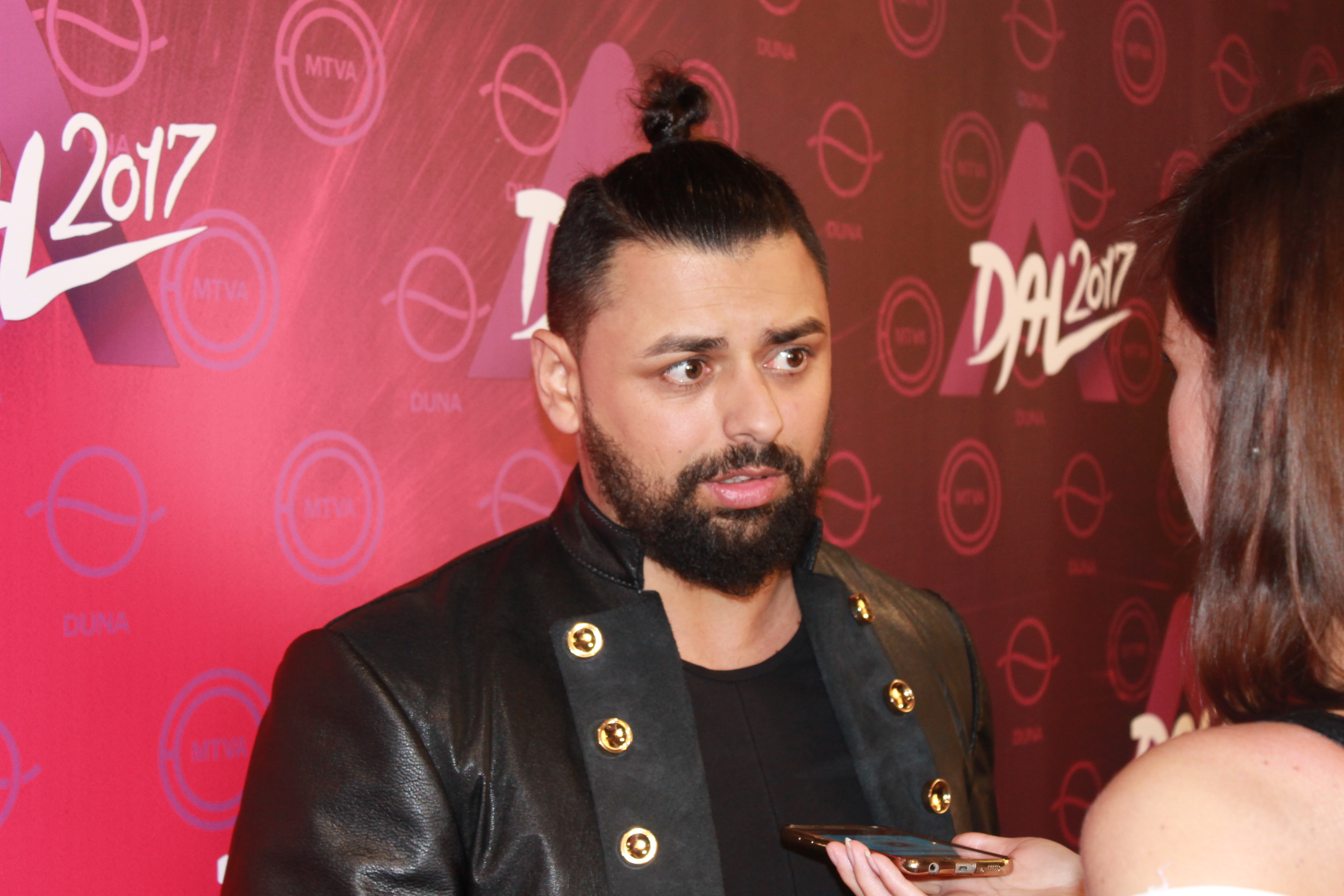
Joci Pápai sendo entrevistado após a primeira semi-final do A Dal 2017, 10 de fevereiro de 2017

József "Joci" Pápai  nascido em 22 de setembro de 1981 é um cantor húngaro, dublador, rapper e guitarrista de ascendência romani .  Ele representou a Hungria no Eurovision Song Contest 2017 com a música " Origo " terminando em 8º lugar.  Ele representará a Hungria novamente no Eurovision Song Contest 2019 com a música " Az én apám ".

## Carreira
Pápai entrou em contato com a música desde cedo, quando seu irmão mais velho começou a compor músicas e tocar violão aos quatro anos de idade.  Ele foi influenciado pela música dos anos 1960 e 1970 , e rock , pop , soul e R & B.  Sua estreia pública foi em 2005, quando ele fez parte da segunda temporada do programa Megasztár , da TV2 , onde foi eliminado nas rodadas de consolação, mas foi entrevistado pelo tabloide diário de Budapeste, Blikk .  Depois disso, ele começou a produzir sua estréia oficial.
Seu primeiro grande sucesso foi Ne nézzigy rám .  Em 2006, ele colaborou com o rapper Majka com Nélküled e Nekem ez jár , mas seu maior sucesso veio em 2015 com Mikor um teste örexik .  Ele então lançou uma música em colaboração com Caramel e Zé Szabó, intitulada Elrejtett világ .  Sua última colaboração com Majka apareceu junto com a música pop-funk Senki más .
Em 8 de dezembro de 2016, foi anunciado que Pápai seria um dos trinta actores que participam na edição de 2017 da A Dal , a selecção nacional da Hungria no Festival Eurovisão da Canção 2017, com a auto-escrita " Origo ", em que ele progrediu para a final e venceu a competição, dando-lhe o direito de representar a Hungria no Eurovision Song Contest 2017, chegando em 8º lugar no geral.  Ele competiu novamente na edição de 2019 , com a música " Az én apám ".  Ele venceu também e representará novamente a Hungria no Eurovision Song Contest 2019, em Tel Aviv , Israel .